# Lista zabytków Los Angeles w rejonie Downtown Los Angeles
W Downtown Los Angeles i jego okolicach mieści się przeszło 120 zabytków mających charakter historyczno-kulturalny. Zaliczają się do nich:Old Plaza Historic District, Little Tokyo, Chinatown, Broadway Theater District, Spring Street Financial District i Fashion District.

## Lista zabytków
| HCM # | Nazwa punktu orientacyjnego                                                               | Zdjęcie | Data                 | Miejscowość | Dzielnica                        | Opis |
| ----- | ----------------------------------------------------------------------------------------- | --- | -------------------- | --- | -------------------------------- | --- |
| 3     | Nuestra Seňora la Reina de Los Angeles                                                    | The entrance of Nuestra Señora Reina de los Angeles (La Placita Church) located at 550 Main Street in Downtown Los Angeles on July 20, 2007 | 6 sierpnia 1962      | 535 N. Main St. 34°03′25,44″N 118°14′22,46″W/34,057067 -118,239572                                                                                               | Old Plaza District               | Kościół zbudowany w roku 1822, znany również jako Plaza Church |
| 4     | Angels Flight                                                                             | Angels Flight in May 2004 after the accident; the cars have been placed in storage                                                          | 6 sierpnia 1962      | Hill St. & 3rd St. 34°03′05,93″N 118°14′56,68″W/34,051647 -118,249078                                                                                            | Bunker Hill                      | Krótka linia kolei linowo-terenowej która funkcjonowała w latach 1901–1969, 1996–2001 i ponownie działa od roku 2010 na odcinku od Hill Street do Bunker Hill. Linia jest obsługiwana przez dwa wagony noszące imiona "Olivet" i "Sinai".                      |
| 5     | The Salt Box                                                                              | | 6 sierpnia 1962      | 339 S. Bunker Hill Ave. 34°03′38,34″N 118°14′43,40″W/34,060650 -118,245389                                                                                       | Bunker Hill                      | Dom Saltbox został przeniesiony do Heritage Square Museum i następnie zniszczony w pożarze. |
| 6     | Bradbury Building                                                                         | Bradbury Bldg., 2005 | 21 września 1962     | 304 S. Broadway 34°03′02,34″N 118°14′53,29″W/34,050650 -118,248136                                                                                               | Downtown Los Angeles             | Architektoniczny punkt orientacyjny znany ze swego atrium; zbudowano go w 1893 roku. |
| 11    | West Temple Apartments (The Rochester)                                                    | | 1 kwietnia 1963      | 1012 W. Temple St. | Bunker Hill                      | Woodframe Mansard wzniesiony w roku 1887, został przeniesiony w roku 1970 i rozebrany w 1978. |
| 16    | St. Joseph's Church                                                                       | | 10 maja 1963         | 218 E. 12th St. | Downtown Los Angeles             | Kościół zbudowany w 1901 roku w stylu neogotyckim, zniszczony w pożarze w roku 1983. |
| 17    | Saint Vibiana's Cathedral                                                                 | St. Vibiana complex in 2006, before the cupola was returned in 2007                                                                         | 10 maja 1963         | 114 E. Second St. | Downtown Los Angeles             | Kościół poświęcony w roku 1876 i odnowiony w 1922 roku. |
| 26    | First Cemetery of Los Angeles                                                             | | 20 marca 1964        | 521 N. Main St. | Old Plaza District               | Pierwszy cmentarz w Los Angeles, istniał pomiędzy rokiem 1822 a 1844 obok Plaza Church. |
| 27    | The Castle                                                                                | | 8 maja 1964          | 325 S. Bunker Hill Ave. | Bunker Hill                      | Dom wzniesiony w stylu wiktoriańskim około roku 1882, przeniesiony do Heritage Square w roku 1969, w tym samym roku uległ spaleniu. |
| 37    | Fire Station No. 23                                                                       | | 18 lutego 1966       | 225 E. 5th S. | Downtown Los Angeles             | Dawna remiza strażacka wybudowana w roku 1910 z ozdobnym wnętrzem, także służyła jako siedziba wydziału i dom szefa. W tej remizie kręcono zdjęcia do takich filmów między innymi jak: Pogromcy duchów, Maska, Linia Życia.                                    |
| 43    | California Club Building                                                                  | | 2 listopada 1966     | 538 S. Flower St. | Downtown Los Angeles             | Gmach murowany, wzniesiony w stylu Beaux Arts w 1930 roku; zaprojektowany przez Roberta D. Farquhara. |
| 46    | Los Angeles Central Library Building and Grounds                                          | | 1 marca 1967         | 630 W. 5th St. | Downtown Los Angeles             | Budynek ukończono w roku 1926 w stylu naśladującym styl starożytnego Egiptu, jego autorem jest Bertram Grosvenor Goodhue; trzeci co do wielkości gmach biblioteki publicznej w Stanach Zjednoczonych.                                                          |
| 60    | Biltmore Hotel                                                                            | | 2 lipca 1969         | 515 S. Olive St. 34°02′56,77″N 118°15′13,72″W/34,049103 -118,253811                                                                                              | Pershing Square                  | Hotel będący punktem orientacyjnym w Downtown Los Angeles |
| 61    | Philharmonic Auditorium                                                                   | | 2 lipca 1969         | 427 W. Fifth St. | Downtown Los Angeles             | Dawna siedziba filharmonii Los Angeles; obecnie rozebrana |
| 64    | Plaza Park                                                                                | | 1 kwietnia 1970      | Pomiędzy Chavez Ave., Main St., Los Angeles St. i Plaza | Old Plaza District               | Historyczna dzielnica powstała w miejscu pierwotnej osady miejskiej; znajduje się tu wiele najstarszych i najbardziej znanych gmachów w mieście. |
| 66    | St. Paul's Cathedral                                                                      | | 6 maja 1970          | 615 S. Figueroa St. | Downtown Los Angeles             | Episkopalna katedra zbudowana w latach dwudziestych; zburzona w 1979 roku. |
| 69    | Los Angeles Athletic Club Building                                                        | | 16 września 1970     | 431 W. Seventh St. | Downtown Los Angeles             | Budynek zaprojektowany przez Parkinsonów i Bergstroma w stylu Beaux-Arts w 1912Beaux Arts; po otwarciu stał się słynny dzięki basenowi o długości 30 metrów mieszczącym się na szóstym piętrze.                                                                |
| 71    | First African Methodist Episcopal Church                                                  | | 6 stycznia 1971      | 801 Towne Ave. (at 8th St.) 34°01′56,92″N 118°15′03,06″W/34,032478 -118,250850                                                                                   | Downtown Los Angeles             | Gotycki kościół zbudowany w roku 1903 według projektu sir Christopha Wrena; uległ zniszczeniu w pożarze 4 lipca 1972 roku. Kościół zorganizowano po raz pierwszy w roku 1872.                                                                                  |
| 80    | Palm Court (Alexandria Hotel)                                                             | | 3 marca 1971         | 210 W. Fifth St. 34°02′50,41″N 118°14′58,85″W/34,047336 -118,249681                                                                                              | Spring Street Financial District | Długa na 200 stóp (61 metrów) jadalnia z pięknym sufitem z barwionego szkła. |
| 82    | River Station Area - Southern Pacific Railroad (Cornfield)                                | | 16 czerwca 1971      | Pomiędzy North Broadway na zachodzie, North Spring St. na wschodzie, na północy do rzeki Los Angeles i Elysian Park, na południu aż do Capital Milling Co. Bldg. | Chinatown                        | Obszar zawiera pozostałości dziewiętnastowiecznego kolejnictwa, dworca towarowego, magazynów, torów, nastawni (obecnie Los Angeles State Historic Park). |
| 101   | Union Station Terminal and Landscaped Grounds                                             | | 2 sierpnia 1972      | 800 N. Alameda St. | Downtown Los Angeles             | Dworzec pasażerski zaprojektowany w roku 1933 przez Parkinsonów. |
| 104   | Cole's P.E. Buffet-Pacific Electric Building                                              | | 17 października 1989 | 118 E. Sixth St. | Downtown Los Angeles             | Restauracja znajdująca się w budynku mieszkalnym Pacific Electric: otwarta w 1903 roku. |
| 119   | Cohn-Goldwater Building                                                                   | | 16 maja 1973         | 525 E. 12th St. 34°02′04,61″N 118°15′16,47″W/34,034614 -118,254575                                                                                               | Downtown Los Angeles             | Pierwszy nowoczesny budynek klasy, wzniesiony w roku 1909 przez producentów odzieży Morrisa Cohna i Lemuela Goldwatera. |
| 121   | Garfield Building                                                                         | | 17 marca 1982        | 403 W. 8th St. 34°02′40,97″N 118°15′20,35″W/34,044714 -118,255653                                                                                                | Downtown Los Angeles             | Bogaty gmach w stylu Art déco zaprojektowany przez Claude'a Bellmana, zbudowany w 1928 roku. |
| 125   | Fine Arts Building                                                                        | | 17 kwietnia 1974     | 811 W. 7th St. | Downtown Los Angeles             | Budynek w stylu romańskim oddany do użytku w roku 1925, zaprojektowany przez Walker & Eisen; znany również jako Global Marine House |
| 137   | Finney's Cafeteria                                                                        | | 15 stycznia 1975     | 217 W. Sixth St. | Downtown Los Angeles             | Budynek został wyłożony płytkami Batchelder, wzniesiony 1914 roku pierwotnie znany pod nazwą "The Chocolate Shop" |
| 138   | Coca Cola Building                                                                        | | 5 lutego 1975        | 1334 S. Central Ave. | Downtown Los Angeles             | Zbudowany w roku 1903. |
| 140   | Cast Iron Commercial Building                                                             | | 19 marca 1975        | 740–748 San Pedro St. | Downtown Los Angeles             | Gmach wzniesiony roku 1903 z metalowych prefabrykatów. |
| 150   | Los Angeles City Hall                                                                     | | 24 marca 1976        | 200 N. Spring St. | Downtown Los Angeles             | Budynek oddany do użytku w 1928 roku w stylu neoklasycystycznym, natomiast wieża została zbudowana w stylu art déco. |
| 161   | Wolfer Printing Company Building                                                          | | 15 września 1976     | 416 S. Wall St. | Downtown Los Angeles             | Gmach wzniesiony w 1929 roku, w stylu Tudorów, wzorowany na dziewiętnastowiecznym angielskim sklepie drukarskim. |
| 177   | Subway Terminal Building                                                                  | | 27 lipca 1977        | 417 S. Hill St. | Downtown Los Angeles             | Budynek zbudowany w stylu neorenesansowym w roku 1925; służył jako stacja końcowa "Hollywood Subway" w śródmieściu; współcześnie luksusowy apartamentowiec. |
| 178   | Los Angeles Herald Examiner Building                                                      | | 18 sierpnia 1977     | 1111 S. Broadway | Downtown Los Angeles             | Obiekt oddany do użytku w 1915 roku, stanowi mieszankę stylu misyjnego z hiszpańskim stylem kolonialnym. Zaprojektowany przez Julię Morgan. |
| 195   | James Oviatt Building                                                                     | |                      | 617 S. Olive St. | Pershing Square                  | Gmach został wzniesiony w roku 1928 w stylu art déco, jego architektem jest Joseph Feil; do jego wystroju wykorzystano szkła Lalique. |
| 196   | Variety Arts Center Building                                                              | |                      | 940 S. Figueroa St. | Downtown Los Angeles             | |
| 205   | Los Angeles Stock Exchange Building                                                       | | 3 stycznia 1979      | 618 S. Spring St. | Spring Street Financial District | Budynek zbudowano w stylu klasycznego modernizmu według projektu Samuela E. Lundena. Otwarty dnia 5 stycznia 1931 roku. Drzwi wejściowe wykonane z brązu, oświetlenie zatokowe, we wnętrzach znajdują się interesujące malowidła sufitowe.                     |
| 211   | Granite Block Paving                                                                      | | 7 marca 1979         | Bruno St. (pomiędzy Alameda i N. Main St.) | Chinatown                        | |
| 224   | Macy Street Viaduct                                                                       | | 1 sierpnia 1979      | Cesar E. Chavez Ave. (pomiędzy Mission i Vignes) | Downtown Los Angeles             | Wiadukt wzniesiony został w roku 1926 w hiszpańskim stylu kolonialnym z kolumnami jońskimi i doryckimi. |
| 225   | Los Angeles Theater                                                                       | | 15 sierpnia 1979     | 615 S. Broadway 34°02′46,95″N 118°15′09,16″W/34,046375 -118,252544                                                                                               | Broadway Theater District        | Zaprojektowany przez jednego z najsławniejszych architektów gmachów teatralnych Charlesa Lee; otwarty został w dniu 30 stycznia 1931 roku. |
| 271   | Farmers and Merchants Bank Building                                                       | | 9 sierpnia 1983      | 401 S. Main St. 34°02′53,28″N 118°14′50,64″W/34,048133 -118,247400                                                                                               | Downtown Los Angeles             | Ważna instytucja finansowa założona na początku rozwoju Los Angeles; autorami tego budynku są Octavius Morgan i John Walls, a wzniesiony przez założyciela banku Isaiasa W. Hellmana w 1904 roku.                                                              |
| 278   | Title Guarantee and Trust Company Building                                                | |                      | 401–411 W. 5th St. | Pershing Square                  | |
| 281   | Cathedral High School                                                                     | |                      | 1253 Bishops Rd. | Chinatown                        | Najstarsze liceum katolickie na terenie archidiecezji Los Angeles założone w roku 1923. |
| 286   | Mayflower Hotel                                                                           | |                      | 535 S. Grand Ave. | Downtown Los Angeles             | Hotel zbudowany w stylu neomauretańskim w 1927 roku, zaprojektowany przez Charles Whittleseya. |
| 288   | Barclay Hotel (former Van Nuys Hotel)                                                     | |                      | 103 W. 4th St. | Downtown Los Angeles             | Hotel wzniesiony w stylu Beaux-Arts w roku 1896 przez Issaca Van Nuysa był pierwszym hotelem w mieście, w którym to z każdym pokojów był zainstalowany telefon. Zaprojektowany został przez Morgan & Walls.                                                    |
| 289   | Fire Station No. 30                                                                       | |                      | 1401 S. Central Ave. | Downtown Los Angeles             | |
| 294   | Eastern Columbia Building                                                                 | |                      | 849 S. Broadway | Downtown Los Angeles             | |
| 299   | Embassy Auditorium and Hotel                                                              | |                      | 851 S. Grand Ave. | Downtown Los Angeles             | |
| 312   | Japanese Union Church of Los Angeles                                                      | |                      | 120 N. San Pedro St. 34°03′03,56″N 118°14′23,74″W/34,050989 -118,239928                                                                                          | Little Tokyo                     | Neoklasycystyczny kościół zbudowany w 1923 roku zaprojektowany przez H.M. Patersona: pierwszy kościół wzniesiony jako protestancki zbór dla amerykanów pochodzenia japońskiego; obecnie mieści się w tym gmachu Union Center for the Arts.                     |
| 313   | Los Angeles Hompa Hongwanji Buddhist Temple                                               | | 24 października 1986 | 109–119 N. Central Ave.; 355–369 E. 1st St. | Little Tokyo                     | Buddyjska świątynia wzniesiona w latach 1924 - 1925, jej architektem był Edgar Cline; jeden z pierwszych obiektów sakralnych zbudowanych dla mieszkańców Los Angeles mających korzenie azjatyckie; później przemianowana na Japanese American National Museum. |
| 317   | Young Apartments                                                                          | | 7 stycznia 1987(dts) | 1621 S. Grand Ave. | Downtown Los Angeles             | Budynek zbudowany w stylu neorenesansowym w 1911 roku, według projektu Roberta Browna Younga. |
| 323   | Church of the Open Door                                                                   | |                      | 550 S. Hope St. | Downtown Los Angeles             | Kościół wzniesiony w roku 1914 stylu włoskiego renesansu z dwiema trzynastopiętrowymi wieżami; zburzony w 1988 roku. |
| 340   | Standard Oil Company Building                                                             | |                      | 605 W. Olympic Blvd. | Downtown Los Angeles             | Gmach zbudowany w stylu Beaux Arts w roku 1928. Zaprojektował go George W. Kelham. |
| 345   | Harris Newmark Building                                                                   | |                      | 127 E. 9th St. | Downtown Los Angeles             | Dwunastopiętrowy budynek wzniesiony w stylu neorenesansowym, zaprojektowany w 1926 roku przez Curlett & Beelman. |
| 346   | Coast Federal Savings Building                                                            | |                      | 315 W. 9th St. | Downtown Los Angeles             | Dwunastopiętrowy gmach zbudowany w kształcie litery U w roku 1926, według planu Morgan, Walls & Clements. |
| 347   | One Bunker Hill Building                                                                  | |                      | 601 W. 5th St. | Bunker Hill                      | Czternastopiętrowy gmach będący w przeszłości siedzibą Southern California Edison Company, wzniesiony w stylu art déco w latach 1930–34 według projektu Allison & Allison.                                                                                     |
| 348   | Fire Station No. 28                                                                       | |                      | 644 S. Figueroa St. | Downtown Los Angeles             | Dawna remiza straży pożarnej zbudowana w 1922 roku i później przebudowana na restaurację. |
| 354   | Giannini-Bank of America                                                                  | |                      | 649 S. Olive St. | Downtown Los Angeles             | Budynek został wzniesiony w stylu neorenesansowym z monumentalnymi kolumnami korynckimi, zaprojektowana przez Morgan, Walls & Clements w 1922 dla Banku Włoch.                                                                                                 |
| 355   | Roosevelt Building                                                                        | |                      | 727 W. 7th St. | Downtown Los Angeles             | Dwunastopiętrowy gmach zbudowany w stylu neorenesansowym Beaux Arts w roku 1923, według projektu Curlett & Beelman; słynie z monumentalnych łuków widocznych na fasadzie budynku od strony ulicy 7th Street.                                                   |
| 356   | Barker Brothers Building                                                                  | |                      | 818 W. 7th St. | Downtown Los Angeles             | Budynek wzniesiony w stylach neorenesansowym i Beaux Arts w 1925 roku jako główny magazyn największej w mieście firmy zajmującej wyposażeniem wnętrz; zaprojektowany przez Curlett & Beelman.                                                                  |
| 357   | Boston Store-J.W. Robinson's                                                              | |                      | 600 W. 7th St. | Downtown Los Angeles             | Dom towarowy zbudowany w roku 1915, zupełnie odnowiony w 1934 roku według projektu Allison & Allison. |
| 358   | Brock Jewelers-Clifton's                                                                  | |                      | 513 W. 7th St. | Downtown Los Angeles             | Czteropiętrowy gmach postawiony w roku 1922 dla producenta biżuterii; później znajdowała się tam istniejąca do dzisiaj Clifton's Cafeteria. |
| 385   | Title Insurance & Trust Company Building and Annex                                        | |                      | 419–433 S. Spring St. | Spring Street Financial District | |
| 398   | Pacific Mutual Building                                                                   | |                      | 523 W. 6th St. | Downtown Los Angeles             | |
| 449   | Palace Theater                                                                            | |                      | 630 S. Broadway | Broadway Theater District        | |
| 450   | Tower Theatre (Los Angeles)                                                               | |                      | 800 S. Broadway | Broadway Theater District        | |
| 459   | Hamburger's Department Store                                                              | |                      | 801–829 S. Broadway | Broadway Theater District        | |
| 460   | Mayan Theater                                                                             | |                      | 1044 S. Hill St. | Downtown Los Angeles             | |
| 472   | Rialto Theater (Marquee, Box Office & Original Marble Entry Floor)                        | |                      | 812 S. Broadway | Broadway Theater District        | |
| 476   | Belasco Theater                                                                           | |                      | 1046–1054 S. Hill St. | Downtown Los Angeles             | |
| 480   | Spanish - American War Memorial                                                           | |                      | Pershing Square | Downtown Los Angeles             | |
| 522   | State Theater Building                                                                    | |                      | 701–713 S. Broadway & 300–314 W. 7th St. | Broadway Theater District        | |
| 523   | United Artists Theater Building                                                           | |                      | 927–939 S. Broadway | Broadway Theater District        | |
| 524   | Cameo Theater (formerly Clune's Broadway)                                                 | |                      | 526–530 S. Broadway 34°02′50,31″N 118°15′04,10″W/34,047308 -118,251139                                                                                           | Broadway Theater District        | |
| 525   | Arcade Theater (formerly Pantages Theater)                                                | |                      | 532–536 S. Broadway 34°02′49,91″N 118°15′04,56″W/34,047197 -118,251267                                                                                           | Broadway Theater District        | |
| 526   | Roxie Theater                                                                             | |                      | 512–524 S. Broadway | Broadway Theater District        | |
| 544   | Irvine-Byrne Building                                                                     | |                      | 249 S. Broadway | Downtown Los Angeles             | |
| 596   | Petroleum Building                                                                        | | 26 kwietnia 1994     | 700–714 W. Olympic Blvd./1001-1013 S. Flower St. | Downtown Los Angeles             | |
| 615   | San Pedro Firm Building                                                                   | | 18 stycznia 1995     | 108–116 N. San Pedro St. | Little Tokyo                     | |
| 631   | Banks-Huntley Building                                                                    | |                      | 634 S. Spring St. | Spring Street Financial District | |
| 671   | Barclay's Bank                                                                            | |                      | 639–641 S. Spring St. | Spring Street Financial District | |
| 686   | Superior Oil Company Building                                                             | |                      | 550 S. Flower St. | Downtown Los Angeles             | |
| 708   | Gerry Building                                                                            | |                      | 910 S. Los Angeles St. 34°02′25,56″N 118°15′15,86″W/34,040433 -118,254406                                                                                        | Fashion District                 | |
| 709   | Gray Building                                                                             | |                      | 824 S. Los Angeles St. | Fashion District                 | |
| 710   | M. J. Connell Buildings 1, 2, 3 & 7                                                       | |                      | 714, 716, 720 & 724 S. Los Angeles St. | Fashion District                 | |
| 711   | M. J. Connell Buildings 4, 5, & 6                                                         | |                      | 738 & 746 S. Los Angeles St. and 743 Santee St. | Fashion District                 | |
| 712   | Textile Center Building                                                                   | |                      | 315 E. 8th St. | Fashion District                 | |
| 728   | San Fernando Building                                                                     | |                      | 400 S. Main St. | Downtown Los Angeles             | |
| 729   | Hellman Building                                                                          | |                      | 410 S. Spring St. | Spring Street Financial District | |
| 730   | Continental Building                                                                      | |                      | 408 S. Spring St. | Spring Street Financial District | |
| 737   | Gans Brothers Building                                                                    | |                      | 814 S. Spring St. | Downtown Los Angeles             | |
| 741   | Security Building                                                                         | |                      | 500–510 S. Spring St. | Spring Street Financial District | |
| 748   | South Park Loft Building                                                                  | |                      | 816 S. Grand Ave. | Downtown Los Angeles             | |
| 765   | Blackstone's Department Store                                                             | |                      | 901 S. Broadway | Downtown Los Angeles             | |
| 766   | General Petroleum Building                                                                | |                      | 612 S. Flower St. | Downtown Los Angeles             | |
| 772   | Title Insurance Building                                                                  | |                      | 456 S. Spring St. | Spring Street Financial District | |
| 786   | Edwards-Wildey Building                                                                   | |                      | 609 S. Grand Ave. | Downtown Los Angeles             | |
| 789   | Southern California Gas Company Complex                                                   | |                      | 800–820 S, Flower St. | Downtown Los Angeles             | |
| 795   | Santa Fe Inbound Freight House                                                            | |                      | 355 S. Santa Fe | Downtown Los Angeles             | |
| 806   | Kerckoff Building and Annex                                                               | |                      | 558–564 S. Main St. | Downtown Los Angeles             | |
| 825   | Chinatown West Gate                                                                       | |                      | 954 N. Hill St. | Chinatown                        | |
| 826   | Chinatown East Gate                                                                       | |                      | 945 N. Broadway | Chinatown                        | |
| 871   | 810 South Spring Street Building                                                          | | 2007                 | 810 S. Spring St. | Downtown Los Angeles             | |
| 872   | Raphael Junction Block Building (New York Suspender Factory-California Ice Company)       | | 2007                 | 1635–1637 N. Spring St. | Chinatown                        | |
| 873   | Higgins Building                                                                          | | 2007                 | 108 W. 2nd St. | Downtown Los Angeles             | |
| 881   | Judson Rives Building                                                                     | |                      | 424 S. Broadway | Downtown Los Angeles             | |
| 888   | National Biscuit Company Building                                                         | |                      | 1850 Industrial St. | Downtown Los Angeles             | |
| 898   | Van Nuys Building                                                                         | |                      | 204–212 W. 7th St., 701 S. Spring St. | Spring Street Financial District | |
| 899   | Charles C. Chapman Building                                                               | |                      | 756 S. Broadway | Downtown Los Angeles             | |
| 900   | North Spring Street Bridge, No. 53C0859                                                   | |                      | N. Spring St. between Aurora St. and S. Avenue 18 34°04′14,55″N 118°13′28,80″W/34,070708 -118,224667                                                             | Downtown Los Angeles             | |
| 901   | North Main Street Bridge, No. 53C1010                                                     | |                      | N. Spring St. between Chavez St. and Albion St. | Downtown Los Angeles             | |
| 902   | Olympic Boulevard Bridge, No. 53C0163                                                     | |                      | E. Olympic Blvd. between Rio Vista Ave. and Santa Fe Ave. | Downtown Los Angeles             | |
| 904   | Seventh Street Bridge, No. 53C1321                                                        | |                      | E. 7th St. between Santa Fe Ave. and Meyers St. | Downtown Los Angeles             | |
| 906   | Fourth Street Bridge, No. 53C0044                                                         | |                      | E. 4th St. between Santa Fe Ave. and Mission Rd. | Downtown Los Angeles             | |
| 909   | First Street Bridge, No. 53C1166                                                          | |                      | E. 1st St. between Vignes St. and Mission Rd. | Downtown Los Angeles             | |
| 920   | Aoyama Tree                                                                               | | 20 maja 2008         | 135 N. Central Ave. | Little Tokyo                     | |
| 930   | Garment Capitol Building                                                                  | | 29 lipca 2008        | 217–221 E. 8th St. | Downtown Los Angeles             | |
| 937   | Westinghouse Electric Building                                                            | | 28 października 2008 | 420 S. San Pedro St. 34°02′41,47″N 118°14′33,51″W/34,044853 -118,242642                                                                                          | Downtown Los Angeles             | Zbudowany w stylu art déco w 1922. |
| 953   | Foreman and Clark Building                                                                | | 20 maja 2009         | 701 S. Hill St. 34°02′45,00″N 118°15′17,66″W/34,045833 -118,254906                                                                                               | Downtown Los Angeles             | |
| 957   | Great Republic Life Building                                                              | | 20 maja 2009         | 756 S. Spring St. 34°02′37,54″N 118°15′10,74″W/34,043761 -118,252983                                                                                             | Downtown Los Angeles             | Zbudowany w 1923 roku. |
| 966   | Douglas Building                                                                          | | 23 września 2009     | 257 S. Spring St. 34°03′02,44″N 118°14′48,46″W/34,050678 -118,246794                                                                                             | Downtown Los Angeles             | |
| 984   | Spreckels Building                                                                        | | 8 czerwca 2010       | 708–716 S. Hill St. | Downtown Los Angeles             | |
| 985   | Sun Realty Company Building                                                               | | 8 czerwca 2010       | 629–633 S. Hill St. | Downtown Los Angeles             | Zbudowany w stylu art déco w roku 1930. |
| 1001  | May Company Garage                                                                        | | 1 czerwca 2011       | 9th and Hill Streets | Downtown Los Angeles             | |
| 1019  | Metropolitan Building                                                                     | | 27 kwietnia 2011     | 315 W. 5th Street | Downtown                         | Wzniesiony w 1913. |
| 1022  | Los Angeles Department of Water and Power General Office Building (John Ferraro Building) | | 21 września 2011     | 111 N. Hope Street | Civic Center                     | |

## Zabytki uznane przez państwo i naród
| HCM | Nazwa punktu orientacyjnego                               | Zdjęcie | Data | Lokalizacja                              | Dzielnica                        | Opis |
| --- | --------------------------------------------------------- | ------- | ---- | ---------------------------------------- | -------------------------------- | ---- |
|     | Broadway Theater and Commercial District                  |         |      | 300-849 S. Broadway                      | Broadway Theater District        |      |
|     | Spring Street Financial District                          |         |      | 354-704 S. Spring St.                    | Spring Street Financial District |      |
|     | Little Tokyo Historic District                            |         | 1995 | 301-369 First and 106-120 San Pedro Sts. | Little Tokyo                     |      |
|     | Board of Trade Building                                   |         |      | 111 W. 7th St.                           | Downtown Los Angeles             |      |
|     | Federal Reserve Bank of San Francisco, Los Angeles Branch |         |      | 409 W. Olympic Blvd.                     | Downtown Los Angeles             |      |
|     | Million Dollar Theater                                    |         |      | 307 S. Broadway                          | Broadway Theater District        |      |
|     | Santa Fe Freight Depot                                    |         |      | 970 E. 3rd St.                           | Downtown Los Angeles             |      |
|     | United States Courthouse (Los Angeles)                    |         |      | 312 N. Spring St.                        | Downtown Los Angeles             |      |
|     | United States Post Office - Los Angeles Terminal Annex    |         |      | 900 Alameda St.                          | Downtown Los Angeles             |      |
|     | Plaza Substation                                          |         |      | 10 Olvera St.                            | Old Plaza District               |      |